# 岡部和雄 (仏教学者)
岡部 和雄（おかべ かずお、1935年10月17日 - ）は、仏教学者。駒澤大学名誉教授。

## 来歴
秋田県出身。1954年3月栴檀学園高等学校、1958年3月、駒澤大学仏教学部禅学科卒業。1961年3月、東京大学大学院人文科学研究科印度哲学専門課程修士課程修了。1966年3月、同博士課程満期退学。同年、駒澤大学仏教学部専任講師兼仏教学研究室助手。1969年に禅研究所講師（併任）、1973年に専任助教授を経て、1979年に教授就任。
仏教学科主任、仏教学部長、大学評議員・理事、禅文化歴史博物館館長を歴任。2006年 駒澤大学を定年退職、名誉教授。

## 受賞歴
- 1974年 日本印度学仏教学会賞[3]

## 著書
- 『仏教の歩んだ道〈1〉』 (日本人の仏教) 東京書籍 1988年
- 『中国仏教研究入門』（共著）大蔵出版 2006年[4]

### 論文
- CiNii>岡部和雄
- INBUDS>岡部和雄